# Joseph Emin
Joseph Emin (en armenio: Յովսէփ Էմին, romanizado: Hovsep Emin; 1726 - 2 de agosto de 1809) fue un viajero, escritor y patriota indoarmenio que trató de lograr la liberación de Armenia del dominio persa y otomano. Escribió una autobiografía titulada The Life and Adventures of Joseph Emin the Armenian Written in English by Himself, que se publicó por primera vez en Londres en 1792. 
Nacido en Hamadan y criado en Calcuta, viajó a Londres de joven, allí recibió educación militar y luchó en la Guerra de los Siete Años. En 1759-1760 viajó por primera vez a Armenia, donde predicó sus ideas de liberación a los aldeanos armenios. A continuación se dirigió al Rusia en busca de apoyo para su programa de liberación de Armenia. En 1763 partió de Rusia hacia el Georgia con un grupo de partidarios y fue recibido por el rey georgiano Heraclio II. Emin estableció contactos en la Armenia otomana, con la esperanza de acabar levantando una rebelión con el apoyo de Heraclio. Sin embargo, en 1764 el rey georgiano exilió a Emin, quien intentó sin éxito recabar apoyo para sus planes entre los Meliks (príncipes) armenios de Karabaj. Finalmente, Emin regresó a la India, donde se convirtió en un estrecho colaborador del escritor armenio Shahamir Shahamirian. De 1777 a 1783, Emin vivió Nueva Julfa, en Irán, e intentó sin éxito regresar a Armenia y reanudar sus actividades revolucionarias. Regresó a la India por última vez en 1783 y pasó allí el resto de su vida.
Emin abrazó las ideas del Siglo de las Luces europeo y trató de difundirlas entre sus compatriotas. Aunque fue criticado y perseguido por la élite clerical armenia por sus ideales y actividades, hoy los armenios lo celebran como héroe nacional y pionero del movimiento de liberación nacional armenio. Se le ha descrito como el primer asiático que viajó de la India a Gran Bretaña y que escribió un relato de sus viajes en una lengua europea.

## Primeros años
Emin nació en Hamadan, Persia, en 1726, en el seno de la familia de un comerciante armenio llamado Joseph (Hovsep). Como la mayoría de los armenios de Irán, descendía de armenios que habían sido reasentados a la fuerza en ese país por Shah Abbas I a principios del siglo XVII. Emin nació en una época en la que Irán estaba sumido en la agitación como consecuencia de la ocupación afgana de Isfahán y la caída de la dinastía safávida. A principios de la década de 1730, la familia de Emin se trasladó a Bagdad, donde su madre y su hermano menor murieron durante el asedio de la ciudad en 1733 por parte de Tahmasp Qoli Khan, el futuro Nader Shah. Emin fue enviado de vuelta a Hamadán por su abuelo, donde pronto se le unió su padre. De niño, Emin había sido testigo directo de los problemas de su familia y de otros cristianos a manos de funcionarios musulmanes locales. Obligado a abandonar Hamadán por los abusos de las autoridades, el padre de Emin se marchó a la India, dejando a su hijo en Irán. En 1744, Emin y su abuelo se trasladaron a la India para reunirse con su padre Joseph en Colkata. Emin asistió a la escuela de caridad St. Anne's Charity School de Calcuta (actual emplazamiento de la iglesia de St. Andrew en B. B. D. Bagh), donde aprendió inglés. De joven, al igual que Israel Ori antes que él, Emin decidió dedicar su vida a la liberación de Armenia. Cuando entró en contacto con los militares británicos en Calcuta, se dio cuenta de que los armenios necesitaban tanto educación como destreza en el arte de la guerra occidental contemporánea si esperaban recuperar la independencia.

## Vida en Inglaterra
En 1751, en contra de la voluntad de su padre, Emin marchó a Londres. Sus primeros cuatro años allí estuvieron llenos de miseria y duros trabajos, y se vio privado de toda ayuda económica por parte de su padre. Sin embargo, en 1755 Emin experimentó un punto de inflexión en su vida. Conoció y entabló amistad con Edmund Burke, futuro estadista y escritor político británico, con cuyo apoyo accedió a los círculos de la intelectualidad y la nobleza británicas. Recibió el patrocinio de Hugh Percy, I duque de Northumberland y fue admitido en la Real Academia Militar de Woolwich, donde permaneció durante trece meses tras los cuales se alistó como voluntario en los ejércitos británico y prusiano durante su guerra contra Francia con el fin de adquirir experiencia práctica.

## Esfuerzos para liberar Armenia
Emin dejó Londres en 1759 y viajó a Echmiadzin, pasando por las zonas armenias del Imperio Otomano en su camino. Su estrategia inicial para liberar Armenia consistió en intentar motivar al Catolicós de Echmiadzin (entonces Simeón I de Ereván) hacia la idea de liberar primero la Armenia otomana y luego la Armenia persa y luego proceder a conseguir la cooperación de los meliks armenios de Karabagh y del rey Heraclio II del Reino de Kartli-Kajetia, quien, tras la muerte de Nader Shah, había liberado a su país del yugo persa y restablecido el reino georgiano. Sin embargo, Emin se sintió decepcionado por la ignorancia del clero armenio y la pasividad y apatía de sus dirigentes. Decidió regresar a Londres para buscar otras vías para sus planes de liberación.
Emin regresó a Inglaterra a principios de 1761, desde donde consiguió pasaje a Rusia de Príncipe Golitsyn, embajador ruso en Inglaterra. En San Petersburgo se reunió con el canciller imperial ruso Conde Vorontsov, a quien presentó sus planes de ir a Georgia, entrar al servicio del rey Heraclio II y ayudar a liberar Armenia. Emin entró en Tiflis (actual Tiflis) en 1763 con una carta de recomendación del conde Voronstov al rey Heraclio II y acompañado por un nutrido grupo de voluntarios armenios que se habían unido a él desde los asentamientos armenios del Cáucaso Norte. En Tiflis, Emin recalcó al rey los vínculos históricos entre los pueblos armenio y georgiano y los legítimos derechos del monarca a extender su dominio sobre sus tierras ancestrales (véase Origen de las dinastías Bagratid), asegurándole que un ejército pequeño pero disciplinado podría cruzar fácilmente a Armenia, donde tendría lugar una revuelta general contra el dominio persa y otomano. Decenas de miles de combatientes voluntarios, reunidos en su mayoría por Hovhan, jefe de la orden religiosa del Monasterio de San Karapet en la Moush, Armenia occidental, le ayudarían a derrotar a las fuerzas musulmanas, permitiendo el establecimiento de un Reino conjunto de Armenia y Georgia. Aunque en un principio el rey Heraclio mostró cierto interés por los planes de Emin, acabó por verlo como un rival y, pocos meses después de su llegada a Tiflis, se vio obligado a abandonar Georgia y cruzar al Cáucaso septentrional. Emin permaneció en la región durante los cinco años siguientes, pasando mucho tiempo entre las tribus de las montañas, con cuya ayuda pudo finalmente llegar a Karabagh y a la montañosa Zangezur de Armenia, donde intentó llevar a cabo sus planes de liberación con los nobles armenios locales y el obispo armenio de Gandzasar. Al darse cuenta de que necesitaba la ayuda del rey georgiano para tener alguna esperanza de éxito, regresó brevemente a Georgia, donde se le ordenó marcharse.

## Retorno a la India

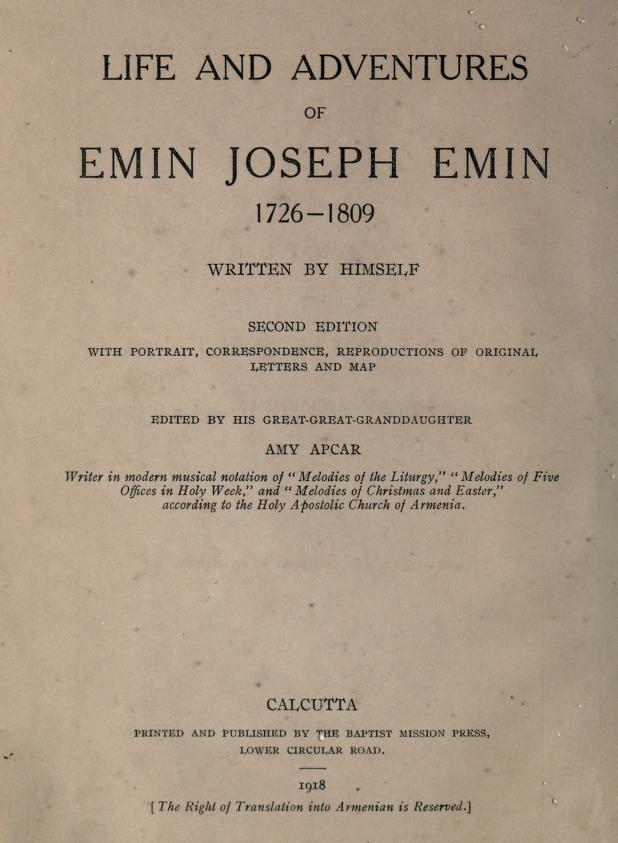
La segunda edición (1918) de La vida y aventuras de Joseph Emin, publicada por su bisnieta, Amy Apcar, en Calcuta, India

Tras su segundo intento fallido de persuadir al rey Heraclio, Emin abandonó Georgia y, pasando por Armenia y Persia, regresó a la India en 1770, donde intentó conseguir apoyo financiero de los comerciantes armenios para volver a Armenia y mantener allí unas "pocas tropas". Pero, al enfrentarse de nuevo a la oposición clerical, fracasó. Amargamente desilusionado, se reincorporó al ejército británico bajo el mando de Warren Hastings. Emin permaneció en la India el resto de su vida y dedicó su tiempo y energía a mantener viva la idea de la liberación de Armenia. Emin escribió sus memorias donde describía todas sus numerosas y peligrosas aventuras. El libro se tituló La vida y aventuras de José Emin el Armenio escritas en inglés por él mismo, y se publicó por primera vez en Londres en 1792. Una segunda edición fue preparada y publicada en Calcuta en 1918 por la tataranieta de Emin, que añadió todas las cartas conservadas escritas por Emin en inglés.|thumb|La segunda edición (1918) de La vida y aventuras de Joseph Emin, publicada por su bisnieta, Amy Apcar, en Calcuta, India]].
Tras su segundo intento fallido de persuadir al rey Heraclio, Emin abandonó Georgia y, pasando por Armenia y Persia, regresó a la India en 1770, donde intentó conseguir apoyo financiero de los comerciantes armenios para volver a Armenia y mantener allí unas "pocas tropas". Pero, al enfrentarse de nuevo a la oposición clerical, fracasó. Amargamente desilusionado, se reincorporó al ejército británico bajo el mando de Warren Hastings. Emin permaneció en la India el resto de su vida y dedicó su tiempo y energía a mantener viva la idea de la liberación de Armenia. Emin escribió sus memorias donde describía todas sus numerosas y peligrosas aventuras. El libro se tituló La vida y aventuras de José Emin el Armenio escritas en inglés por él mismo, y se publicó por primera vez en Londres en 1792. Una segunda edición fue preparada y publicada en Calcuta en 1918 por la tataranieta de Emin, que añadió todas las cartas conservadas escritas por Emin en inglés.

## Descendientes y herencia
El libro de Emin (The Life and Adventures of Joseph Emin) fue revisado por su tataranieta Amy Apcar, que añadió muchas cartas y documentos escritos por Emin. También tiene descendientes que viven en Calcuta, Rusia y Londres. Emin también era descendiente de Emin el Primero (o Emin el Grande), de quien se cree que ocupó una posición de considerable poder en Armenia a principios del siglo XVI. Ninguno de los descendientes de Emin ha conservado el nombre, por lo que se ha perdido.

### Lectura adicional
- Fisher, M. (25 de mayo de 2006). «Emin, Emin Joseph (1726–1809), army officer in the East India Company and Armenian nationalist». Oxford Dictionary of National Biography.